# Кривинська Олена Яківна
Оле́на Я́ківна Криви́нська (рос. Елена Яковлевна Кривинская, нар. 17 червня 1904, м. Єфремов, Тульської області — † 1993, Москва) — українська і російська театральна діячка, балерина, балетмейстерка театру «Березіль» (1924—1928), згодом — театральна художниця. Членкиня Спілки художників СРСР.

## Життєпис

Акторки «Березоля» (зліва направо): Ірина Стешенко, Олена Кривинська, Наталія Пилипенко, Ганна Бабіївна, Олімпія Добровольська

Народилася 17 червня 1904 в м. Єфремов Тульської області в сім'ї інженера.
Згодом сім'я жила в Харкові та Києві, де Олена навчалася в гімназії і одночасно в балетному училищі.
1919—1924 — навчається в балетній студії при Київському Оперному театрі під керівництвом Броніслави Ніжинської, бере участь у виставах. Учениця «Школи Рухів».
1924—1928 — працює балетмейстеркою в театрі «Березіль» під керівництвом Леся Курбаса.
1928 року через хворобу ніг змушена залишити балет. Маючи здібності до живопису, вступила в Київський художній інститут на театральний факультет.
1929 року перевелася в Москву у Вищий художньо-технічний інститут (ВХУТЕІН) на факультет театру, деякий час навчалася в Ленінграді після злиття ВХУТЕІН з Академією мистецтв. В Москві жив її чоловік — Василь Якович Введенський, який працював у Наркоматі фінансів. Під час навчання в Ленінграді Олена на 3-4 місяці літньої практики приїжджала в Москву, працювала в театрі Вахтангова.
1932 повернулася в Москву до чоловіка, 1932—1933 працювала в театрі Вахтангова як художниця.
1934 її чоловік був направлений на роботу на Далекий Схід заступником голови Крайплану. У 1934—1937 Кривинська працювала в Крайовому драматичному театрі Владивостока як художниця-постановниця. У серпні 1936 чоловіка заарештували, а в квітні 1938 — розстріляли.
1937—1939 — Олена Кривинська працює художницею в театрі Ставрополя, в 1939—1943 роках — в Москві («Союздетфильм», майстерня Художнього фонду), в 1943—1945 роках — в театрі Ростова-на-Дону, потім рік на студії «Мосфільм» у Москві, в 1948—1960 — в театрі музкомедії м. Свердловська, з 1960 — за договорами в різних містах СРСР.
Останні роки життя жила в Москві — померла 1993 року.